# Styracura schmardae
La chupare, lebisa o raya coluda caribeña (Styracura schmardae) es una especie de pastinaca de la familia Potamotrygonidae distribuida por el Océano Atlántico occidental desde el golfo de Campeche a Brasil, incluyendo las Antillas. La presencia de esta especie en el golfo de México no ha sido confirmada. También aparece en las Bahamas. Normalmente habita sustratos arenosos, en ocasiones cerca de arrecifes coralinos, y aparece infrecuentemente en el estuario del río Amazonas. Leonard Compagno dudó de la validez taxonómica de esta especie en su Checklist of Living Elasmobranchs en 1999.

## Descripción
Se trata de una especie grande con un ancho de disco máximo reportado de 2 m.  Tiene una aleta pectoral ovalada y un hocico largo de ángulo amplio. El margen frontal del disco es casi recto, y la boca está arqueada con hendiduras en la sínfisis y cinco papilas en vista ventral. Los dientes tienen bases elípticas y cúspides aplanadas con una depresión central con bordes festoneados. La mandíbula superior contiene entre 28 y 36 hileras de dientes. La cola es relativamente corta y delgada, sin pliegues de las aletas pero con sutiles crestas ventrales y laterales hacia la base. Hay una única espina con dientes de sierra ubicada en la segunda mitad de la cola. La superficie superior del cuerpo y la cola están cubiertas de pequeños tubérculos; hay grandes tubérculos con cuatro crestas radiantes cada uno en la región de los hombros. La coloración es de marrón oscuro a verde oliva arriba y blanco amarillento abajo, oscureciéndose hacia un tono más negruzco hacia la punta de la cola.

## Taxonomía
Se cree que la chupare es la especie hermana del chupare del Pacífico (S. pacifica), especie morfológicamente similar y que comparte los tubérculos de los hombros de cuatro crestas. Estas dos especies se conocen juntas como la Himantura anfiamericana. Según los detalles de la musculatura y la articulación mandibular, se supone que las Himantura anfiamericanas son los parientes más cercanos de las rayas de río (familia Potamotrygonidae), en lugar de las especies de Himantura  del Indo-Pacífico. Esto ha dado lugar a la teoría de que tanto la Himantura anfiamericana como las rayas de río descienden de ancestros eurihalinos que vivían a lo largo de la costa norte de América del Sur antes de la formación del Istmo de Panamá . Esta interpretación fue inicialmente controvertida, ya que la evidencia parasitológica sugiere que las rayas de río están más estrechamente relacionadas con las rayas redondas del Pacífico del género Urobatis. En 2016, una revisión importante de "Himantura" basada en evidencias morfológicas y moleculares confirmó la posición de la raya chupare, y fue trasladada al género Styracura (junto con la chupare del Pacífico) en la familia Potamotrygonidae. La presencia de esta especie en el Golfo de México no ha sido confirmada.

## Comportamiento y pesca
Esta especie no es común y casi no se sabe nada de su biología o hábitos. Se ha reportado que se trata de un ovovivíparo, al igual que otras rayas.  Los parásitos conocidos de esta especie incluyen el nematodo Echinocephalus daileyi y el cestodo Anindobothrium anacolum. La mantarraya chupare se captura accidentalmente en pesquerías artesanales y comerciales que utilizan redes, anzuelos y sedal, y también sirve como fuente de alimento de subsistencia. Además de su carne, que se comercializa salada, esta especie también se utiliza para producir gelatina y aceite.